# Nikki Brammeier
Nikki Brammeier, geboren als Nikki Harris, (Derby, 30 december 1986) is een Britse veldrijdster. Ze is sinds april 2016 de echtgenote van Matthew Brammeier.
Brammeier combineerde als jeugdrenster en tijdens het begin van haar carrière zowat alle disciplines van de wielersport. Zo werd ze in 2006 vice-kampioene van haar land in de achtervolging; enkel Rebecca Romero was sneller op de piste. Begin 2008 ontdekt ze dan ook de cyclocross. Het daaropvolgende seizoen won ze met de GP van Hasselt haar eerst grote klassementscross. Op professioneel niveau begon Brammeier in 2011 in dienst van het Belgische Telenet-Fidea. Helemaal doorbreken deed ze tijdens het seizoen 2012-2013. Toen klopte ze, na drie tweede plaatsen op een rij, voor het eerst Helen Wyman tijdens het Brits kampioenschap. Voorts won ze nog in Ruddervoorde en in Gavere. In de daaropvolgende jaren groeide ze uit tot een vaste waarde binnen de crosswereld. Ze boekte onder andere overwinningen in de Flandriencross, de GP Mario De Clercq en de GP Région Wallonne. Voorts boekte ze vooral vele ereplaatsen, zo werd ze tweede tijdens het EK in 2013. Dit nadat ze een jaar eerder in eigen land ook al derde geweest was op het EK. Op 21 december 2015 won ze haar eerste wereldbekerwedstrijd, de Citadelcross in Namen.
Eind november 2015 raakte bekend dat Brammeier vanaf één januari Telent-Fidea verliet voor het Nederlandse topteam Boels Dolmans. Ze begon goed bij haar nieuwe ploeg door begin januari haar tweede Britse titel in het veld binnen te rijven. In augustus 2016 nam ze namens Groot-Brittannië deel aan de wegwedstrijd tijdens de Olympische Zomerspelen 2016 in Rio de Janeiro, samen met Emma Pooley en Lizzie Armitstead. Deze laatste eindigde als vijfde; Pooley en Brammeier haalden de finish niet. In december 2017 maakte ze bekend het team Boels Dolmans te verlaten en vanaf 2018 een eigen Britse veldritploeg op te richten: MUDIIITA.

## Overwinningen

### Cross
| Seizoen   | Wereldbeker | Superprestige        | Bpost Trofee | WK  | BK     | EK     | Overige              | Totaal aantal zeges |
| --------- | ----------- | -------------------- | ------------ | --- | ------ | ------ | -------------------- | ------------------- |
| 2008-2009 |             |                      |              | 14e | ND     |        | Kesselfort, Averbode | 2                   |
| 2009-2010 |             |                      | Hasselt      | 19e | Zilver |        | Averbode, Veldhoven  | 3                   |
| 2010-2011 |             |                      |              | 15e | Zilver | 18e    |                      | 0                   |
| 2011-2012 |             |                      |              | 6e  | Zilver | 5e     |                      | 0                   |
| 2012-2013 |             | Ruddervoorde, Gavere |              | ND  | Goud   | Brons  | Neerpelt, Niel       | 4                   |
| 2013-2014 |             | Hamme, Hoogstraten   | Ronse        | 5e  | Zilver | Zilver |                      | 3                   |
| 2014-2015 |             | Francorchamps        |              | 4e  | Zilver | Brons  | Rucphen              | 2                   |
| 2015-2016 | Namen       |                      |              | 5e  | Goud   | Brons  |                      | 2                   |
| 2016-2017 |             |                      |              | 9e  | Goud   |        |                      | 1                   |
| 2017-2018 |             |                      |              |     |        | 12e    | Niel                 | 1                   |
| 2023-2024 |             |                      |              |     |        |        | Derby                | 1                   |

Armitstead · Blaak · Canuel · De Jong · Dideriksen · Guarnier · Harris · Kasper · Majerus · Pawłowska · Stevens · Van Dijk
Blaak · Brammeier · Canuel · Deignan · Dideriksen · Guarnier · Majerus · Pawłowska · Pieters · Van den Bos · Van der Breggen